# Lycianthes martiniana
Lycianthes martiniana là loài thực vật có hoa trong họ Cà. Loài này được Standl. mô tả khoa học đầu tiên.